# ورزشگاه کوالالامپور
ورزشگاه کوالالامپور (به انگلیسی: Kuala Lumpur Stadium) (مالایی:Stadium Bola Sepak Kuala Lumpur) که همچنین با عنوان ورزشگاه کی‌ال‌اف‌ای (KLFA Stadium) نامیده می‌شود یک ورزشگاه چندمنظوره در کوالا لامپور، مالزی است. از این ورزشگاه در حال حاضر، بیشتر برای برگزاری مسابقات فوتبال استفاده می‌شود و استادیوم خانگی باشگاه فوتبال کوالالامپور سیتی است.

## سابقه
در سابق، از این ورزشگاه به عنوان زمین خانگی تعداد زیادی از تیم‌های مالزی از جمله فلدا یونایتد،  پی‌دی‌آرام، پی‌ال‌یواس، سلانگور و باشگاه فوتبال یوکی‌ام استفاده می‌شد. به علت عدم تمایل شهرداری برای بازسازی زمین، در ماه ژوئیه ۲۰۱۱ ورزشگاه تعطیل گردید. از سال ۲۰۱۲، ورزشگاه به منظور برگزاری مسابقات راگبی مورد استفاده قرار گرفته است. بین سال‌های ۲۰۱۳ تا ۲۰۱۸، ورزشگاه تحت بازسازی قرار گرفت و گنجایش تماشاگر آن به ۱۸٬۰۰۰ نفر افزایش یافت.

## مسابقات بین‌المللی فوتبال
| تاریخ          | مسابقات                             | تیم اول    | نتیجه. | تیم دوم |
| -------------- | ----------------------------------- | ---------- | ------ | ------- |
| ۱ سپتامبر ۲۰۱۸ | انتخابی مسابقات قهرمانی ای‌اف‌اف ۲۰۱۸ | تیمور شرقی | ۳–۱    | برونئی  |
| ۱۷ نوامبر ۲۰۱۸ | گروه بی مسابقات قهرمانی ای‌اف‌اف ۲۰۱۸ | تیمور شرقی | ۲–۳    | فیلیپین |
| ۴ نوامبر ۲۰۱۹  | فینال ای‌اف‌سی کاپ ۲۰۱۹               | ۲۵ آوریل   | ۰–۱    | العهد   |
| ۱۴ دسامبر ۲۰۲۲ | بازی دوستانه                        | مالزی      | ۳–۰    | مالدیو  |
| ۲۰ دسامبر ۲۰۲۲ | گروه ای مسابقات قهرمانی ای‌اف‌اف ۲۰۲۲ | برونئی     | ۰–۵    | تایلند  |
| ۲۶ دسامبر ۲۰۲۲ | گروه ای مسابقات قهرمانی ای‌اف‌اف ۲۰۲۲ | برونئی     | ۰–۷    | اندونزی |